# 전자사증
전자사증(電子査證), 전자 비자, E비자(영어: E-Visa) 전자여행허가(영어: electronic travel authorization, ETA)는 특정 관할권에 입국하기 위해 유효한 여권과 함께 일반적으로 요구되는 디지털 여행 허가다. 2000년대 초부터 많은 국가가 전통적인 사증의 대안으로 전자비자(E비자)와 전자여행허가(ETA)를 도입했다. 

## 전자사증과 전자여행허가의 차이
전자사증(E비자)과 전자여행허가(ETA)는 여행자가 외국에 입국할 수 있도록 하는 디지털 여행 문서다. 겉보기에 유사하지만, 이 두 가지 형태의 여행 허가는 눈에 띄는 차이점을 보인다.
- 전자사증은 여행자가 발급 국가의 영사관이나 비자 기관을 방문하지 않고도 온라인으로 신청하고 받을 수 있는 단순한 비자다.
- 전자여행허가는 발급 관할권에 따라 비자로 분류될 수도 있고 그렇지 않을 수도 있다. 일반적으로 비자로 취급되지 않는다. 일반적으로 목적지 국가와 비자 면제 프로그램에 가입한 국가에서 온 여행객에게만 국한된다. 여행객은 eTA가 거부된 경우에도 다른 적절한 비자를 신청할 수 있다.